# 名古屋市立戸田小学校
名古屋市立戸田小学校（なごやしりつ とだしょうがっこう）は、名古屋市中川区戸田二丁目にある公立小学校。

## 歴史

### 沿革
- 明治5年9月 - 西照寺において「素誠学校」として創立される[1]。
- 1873年（明治6年）9月 - 法念寺に場所を移し、また隣接村との組合を成し、同組合立の「戸田学校」となっている[1]。
- 1876年（明治9年）3月 - 富永学校を分離する[WEB 2]。
- 1880年（明治13年）5月 - 校地を戸田四番屋敷に移転し、新校舎を成す[WEB 2]。
- 1886年（明治19年）4月 - 学校令施行に伴い、名称を「戸田尋常小学校」と改める[WEB 2]。
- 1891年（明治24年）10月 - 濃尾地震により校舎が全壊する[WEB 2]。
- 1892年（明治25年）10月 - 豊治尋常小学校（現名古屋市立豊治小学校）を分離する[WEB 2]。
- 1907年（明治40年）2月 - 町村合併による富田村成立に伴い、「富田村戸田尋常小学校」となる[WEB 2]。
- 1917年（大正6年）7月 - 校地が再び移り、現在の校地となる[WEB 2]。
- 1941年（昭和16年）4月 - 国民学校令施行に伴い、名称が「富田村戸田国民学校」となる[WEB 2]。
- 1944年（昭和19年）2月 - 富田村が町制を敷いたことで、校名が「富田町戸田国民学校」と変更される[WEB 2]。
- 1947年（昭和22年）4月 - 学校教育法施行に伴い、「富田町立戸田小学校」と改組される[WEB 2]。
- 1955年（昭和30年）10月 - 海部郡富田町が名古屋市中川区に編入されたことに伴い、「名古屋市立戸田小学校」となり、以降名称の変更はない[WEB 2]。
- 1959年（昭和34年）9月 - 伊勢湾台風により被災し、児童は中村区・北区の小学校に避難することとなった[1]。
- 1970年（昭和45年）4月 - 学区内の名古屋市営戸田荘の入居開始に伴い、分校を開設する[WEB 2]。
- 1973年（昭和48年）4月 - 戸田荘内に設置された分校が名古屋市立明正小学校として分離独立する[2]。
- 1978年（昭和53年）4月 - 名古屋市立春田小学校が分離独立する[3]。
- 1988年（昭和63年）2月 - 学校所在地が戸田二丁目となる[4]。従来の所在地は富田町大字戸田字吉金4番地であった[1]。
- 2002年（平成14年）5月 - トワイライトスクールが開設される[WEB 2]。

### 児童数の変遷
『愛知県小中学校誌』（2018年）によると、児童数の変遷は以下の通りである。
| 1947年（昭和22年） | 393人  |  |
| 1957年（昭和32年） | 432人  |  |
| 1967年（昭和42年） | 787人  |  |
| 1977年（昭和52年） | 1395人 |  |
| 1987年（昭和62年） | 642人  |  |
| 1997年（平成9年）  | 470人  |  |
| 2007年（平成19年） | 474人  |  |
| 2017年（平成29年） | 647人  |  |

## 通学区域
所管する名古屋市教育委員会は、2018年（平成30年）9月1日現在、中川区のうち、戸田一丁目・戸田二丁目・戸田三丁目・戸田四丁目・戸田五丁目・戸田西一丁目・戸田西二丁目・戸田西三丁目・戸田ゆたか一丁目・戸田ゆたか二丁目・福島二丁目・福島三丁目の全域および福島一丁目・戸田明正一丁目・水里一丁目・水里二丁目・水里三丁目・水里四丁目・水里五丁目の各一部を通学区域として指定している。
また、卒業後の進学先は名古屋市立供米田中学校となっている。

## 交通アクセス
- 名古屋市営バス戸田小学校前停留所が最寄バス停である[WEB 1]。

### WEB
1. 1 2  名古屋市役所教育委員会事務局総務部企画経理課企画統計係 (2018年9月18日). “中川区の小・中学校一覧”.   名古屋市. 2018年11月14日閲覧。
2. 1 2 3 4 5 6 7 8 9 10 11 12 13  “学校の沿革”.   名古屋市立戸田小学校. 2018年11月16日閲覧。
3. ↑  名古屋市教育委員会事務局総務部教育環境計画室計画係 (2018年9月1日). “名古屋市立小・中学校の通学区域一覧（中川区）” (PDF).   名古屋市. 2018年11月15日閲覧。
4. ↑  名古屋市教育委員会事務局総務部教育環境計画室計画係 (2018年4月1日). “名古屋市立中学校区一覧（小→中）” (PDF).   名古屋市. 2018年11月15日閲覧。

### 文献
1. 1 2 3 4  中川区制50周年記念誌編集委員会 1987, p. 422.
2. ↑  中川区制50周年記念誌編集委員会 1987, p. 424.
3. ↑  中川区制50周年記念誌編集委員会 1987, p. 423.
4. ↑  名古屋市計画局 1992, p. 832.
5. ↑  六三制教育七十周年記念 愛知県小中学校誌 合同記念誌編集特別委員会 2018, p. 227.